# أبيا بالوويا
أبيا بالوويا بلدة ضمن أبرشية مولكي في مقاطعة فيلياندي في جنوب إستونيا. قبل عام 2017 ، كان المركز الإداري لأبرشية أبيا.
تم ذكر أبيا بالوويا لأول مرة في عام 1505. وحصلت على حق تسميتها بمدينة في عام 1993 وأصبحت بلدية ذات سيادة، لكن في عام 1998 تم دمجها في بلدية أبيا الريفية.
منذ عام 1940 أبيا بالوويا تقدم التعليم الثانوي. كما تم تأسيس روضة للأطفال في عام 1912.
هي مسقط رأس المخرج والمنتج وكاتب السيناريو والصحفي والمؤرخ ريفو فايستريك الذي ولد فيها في عام 1965. 

## روابط خارجية
صالة أبيا الرياضية (بالإستونية)